# Face to Face (альбом The Kinks)
Face to Face (рус. Лицом к лицу) — четвёртый студийный альбом британской рок-группы The Kinks, выпущенный в октябре 1966 года. Альбом ознаменовал сдвиг группы от жесткого стиля бит-музыки, подталкивая их к международному признанию. Будучи альбомом, полностью состоящим из композиций Рея Дэвиса, он также считается критиками первым концептуальным альбомом рок-группы.

## История
Рей Дэвис пережил нервный срыв непосредственно перед записью альбома. В отличие от раннего «непристойного» звучания группы предыдущего года, он начал вводить новый, более мягкий стиль написания такими композициями, как «A Well Respected Man» и «Dedicated Follower of Fashion». В июле 1966 года сингл «Sunny Afternoon», также написанный в этом стиле, достиг № 1 в Великобритании, и большая популярность песни доказала Рей и менеджерам Kinks, что группа может найти успех в этом стиле написания песен. Новый альбом будет следовать этой схеме, так же как и запись группы в течение следующих пяти лет. Период 1966-71 годов, который был открыт этим альбомом, позже будет называться «золотой век» Рея и The Kinks.
Рок-историки приписали альбом как возможно один из первых рок/поп концептуальных альбомов, с распространенной общей темой социального наблюдения.
В оригинальном создании альбома Рей попытался соединить песни со звуковыми эффектами, но был вынужден вернуться к более стандартным форматам альбома Pye Records до выхода Face to Face. Но всё же некоторые эффекты присутствуют на таких песнях, как «Party Line», «Holiday in Waikiki», «Rainy Day in June» и песни, не включенные в финальную версию альбома («End of the Season», «Big Black Smoke»).

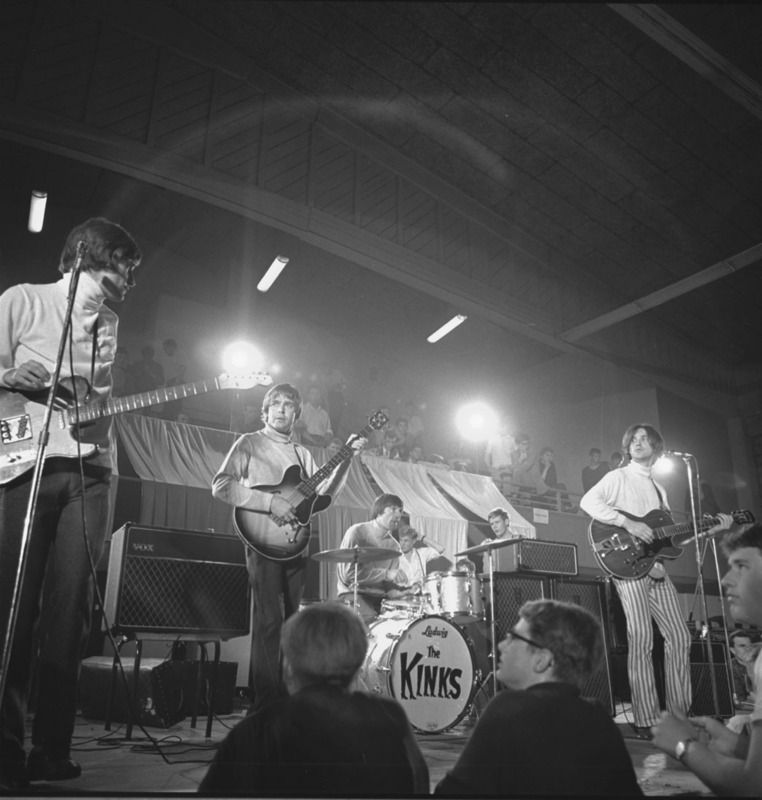
The Kinks на живом выступлении в Нордстрандхаллене, Норвегия, 1966 год.

«I’ll Remember» был самым ранним треком в альбоме, записанным в октябре 1965 года во время записи The Kink Kontroversy. Две другие песни, записанные во время сеансов Face to Face — «This Is Where I Belong» и «She’s Got Everything» — в конечном итоге были выпущены как B-side для синглов, выпущенных в 1967 и 1968 годах соответственно. Обе песни в конечном итоге появились на американском сборнике 1972 года Kink Kronikles. Пит Куайф временно покинул группу перед записью альбома в июне-июле 1966 года, и его заменил Джон Дальтон; Джон сыграл только в песне «Little Miss Queen of Darkness». Контрактные вопросы подняли выпуск альбома в течение нескольких месяцев после финальной записи, а у Рея позже возник конфликт с Pye Records касательно обложки альбома, чья психоделическая тема, которую он позже считал неуместной. Две песни из альбома Face to Face, написанные Реем, были первоначально записаны и выпущены другими британскими группами за несколько месяцев до выпуска этого альбома. В июле 1966 года The Pretty Things есть небольшой британский хит под названием «A House in the Country», который достиг максимальной 50-й позиции в чартах; её конечная версия вошла в альбом Face to Face. Тем временем группа Herman's Hermits использовали свою версию песни «Dandy» как сингл в Top 10 в нескольких странах (включая № 5 в США и № 1 в Канаде), начиная с сентября 1966 года. Группа The Rockin' Vickers также записала свою версию песни «Dandy», которую они выпустили как сингл в декабре 1966 года в Великобритании и США. Несмотря на то, что в бутлеге сборника The Rockin' Vickers The Complete, песня «Little Rosy» не была написана Реем Дэвисом (музыка: Герби Армстронг, тексты песен: Пол Мёрфи).

## Критика
Альбом был выпущен в особенно шумный год для группы, с кадровыми проблемами (Пит Куайф получил травму, вследствие чего временно ушёл в отставку, но после присоединился к группе), а также с законными и договорными сражениями, которые продолжались во время беспощадного гастрольного графика. Альбом был очень хорошо принят, но не очень хорошо продавался во время его выпуска (особенно в Соединенных Штатах) и много лет не выпускался. Переизданная версия альбома 1998 года включала бонус-треки песен, выпущенных одновременно в качестве синглов (в первую очередь «Dead End Street»), а также двух невыпущенных песен.

## Неизданные песни
Песня «Mr. Reporter» была записана в 1969 году для прерванного сольного альбома Дейва Дэвиса и был выпущен в качестве бонус-трека в переизданной версии альбома Face to Face на CD Castle в 1998 году. Ранняя версия с вокалом Рэйя Дэвиса была записана в феврале 1966 года и, по-видимому, была предназначена для этого альбома или неэкранированного EP. Данная песня в едкой форме сатирически высказывается о поп-прессе и, вероятно, был отложен, чтобы предотвратить оскорбление музыкальных журналистов, которые имели решающее значение для коммерческого успеха группы. Также в альбом Face to Face вне вошли такие песни, как «Fallen Idol» (песня о росте и падении поп-звезды), «Everybody Wants to be Personality» (песня о знаменитостях), «Lilacs and Daffodils» (или «Sir Jasper») (в ней поётся о школьном учителе, также это единственная композиция с вокалом Мика Эвори) и «A Girl Who Goes to Discotheques». Пока неясно, будет ли выпущен какой-либо из неизданных композиций официально. Дейв признался, что они никогда не были удовлетворительно завершены для выпуска, а некоторые позже были переработаны в разные песни, такие как «Yes Man», другая песня из этих сейшенов, которая была ранней версией «Plastic Man».

## Список композиций
Автор всех текстов песен — Рей Дэвис, за исключением песни «Party Line» — Рей Дэвис и Дейв Дэвис.
| №   | Название                            | Длительность |
| --- | ----------------------------------- | ------------ |
| 1.  | «Party Line»                        | 2:35         |
| 2.  | «Rosy Won't You Please Come Home»   | 2:34         |
| 3.  | «Dandy»                             | 2:12         |
| 4.  | «Too Much on My Mind»               | 2:28         |
| 5.  | «Session Man»                       | 2:14         |
| 6.  | «Rainy Day in June»                 | 3:10         |
| 7.  | «A House in the Country»            | 3:03         |
| 8.  | «Holiday in Waikiki»                | 2:52         |
| 9.  | «Most Exclusive Residence for Sale» | 2:48         |
| 10. | «Fancy»                             | 2:30         |
| 11. | «Little Miss Queen of Darkness»     | 3:16         |
| 12. | «You're Lookin' Fine»               | 2:46         |
| 13. | «Sunny Afternoon»                   | 3:36         |
| 14. | «I'll Remember»                     | 2:27         |

Примечания: В оригинальной версии полноформатной пластинки, первая сторона содержит треки 1-7; вторая сторона 8-14.

### Бонус-треки включённые после переиздания в 1998 и в 2004 году на CD
| №   | Название                             | Длительность |
| --- | ------------------------------------ | ------------ |
| 15. | «I'm Not Like Everybody Else»        | 3:29         |
| 16. | «Dead End Street»                    | 3:23         |
| 17. | «Big Black Smoke»                    | 2:36         |
| 18. | «Mister Pleasant»                    | 3:01         |
| 19. | «This Is Where I Belong»             | 2:26         |
| 20. | «Mr. Reporter"» (Ранее не издавался) | 3:58         |
| 21. | «Little Women» (Ранее не издавался)  | 2:11         |

### Бонус-треки делюкс издания Sanctuary Records 2011 года CD1
| №   | Название                                                | Длительность |
| --- | ------------------------------------------------------- | ------------ |
| 15. | «Dead End Street»                                       | 3:24         |
| 16. | «Big Black Smoke»                                       | 2:35         |
| 17. | «This Is Where I Belong»                                | 2:27         |
| 18. | «She's Got Everything»                                  | 3:01         |
| 19. | «Little Miss Queen of Darkness» (Альтернативная версия) | 3:22         |
| 20. | «Dead End Street» (Ранняя едкая версия)                 | 2:56         |

### Бонус-треки делюкс издания Sanctuary Records 2011 года CD2
| №   | Название                                                               | Длительность |
| --- | ---------------------------------------------------------------------- | ------------ |
| 15. | «This Is Where I Belong»                                               | 2:46         |
| 16. | «Big Black Smoke»                                                      | 2:51         |
| 17. | «She's Got Everything»                                                 | 3:10         |
| 18. | «You're Looking Fine» (Альтернативная стерео-версия)                   | 2:53         |
| 19. | «Sunny Afternoon» (Альтернативная стерео-версия, не ускоренная версия) | 3:49         |
| 20. | «Fancy» (Альтернативная стерео-версия, ускоренная версия)              | 2:57         |
| 21. | «Little Miss Queen of Darkness» (Альтернативная стерео-версия)         | 3:22         |
| 22. | «Dandy» (Альтернативная стерео-версия)                                 | 2:15         |

## Участники записи
| - Рей Дэвис — вокал, ритм-гитара, меллотрон - Дейв Дэвис — вокал («Party Line» и «You’re Looking Fine»), бэк-вокал, соло-гитара - Пит Куайф — бэк-вокал, бас-гитара (все песни, кроме «Little Miss Queen of Darkness») - Мик Айвори — барабаны, перкуссия | - Шел Талми — продюсер - Марио Хэллхабер — фотограф - Алан О’Даффи — аудиоинженер - Фрэнк Смайт — линейные заметки - Ники Хопкинс — клавишные, пианино, фисгармония («Sunny Afternoon») - Раса Дэвис — бэк-вокал («Sunny Afternoon», «Session Man» и «Rainy Day in June») - Джон Далтон — бас-гитара («Little Miss Queen of Darkness») |